# Aequornithes
Aequornithes là một nhánh chim chứa các loài chim biển gồm: hải âu, hải yến, chim cánh cụt, hạc, chim điên, cốc biển, bồ nông, diệc, cò quăm, cò mỏ giày và các loài thuộc bộ Gaviiformes. Dựa trên nghiên cứu phân tích gen của toàn bộ các bộ chim, Eurypygimorphae (gồm chim nhiệt đới, chim kagu và vạc mặt trời) là nhóm chị em gần nhất của nhánh Aequornithes.

## Phân loại
Sơ đồ phát sinh chủng loại nhánh Aequornithes dưới đây dựa trên Burleigh, J.G. et al. (2015) với một số tên đặt bởi Sangster, G. & Mayr, G. (2021).
|  | Procellariiformes (hải âu và hải yến) |
|  |                                       |
|  | Sphenisciformes (chim cánh cụt)       |
|  |                                       |

|  | Ciconiiformes (hạc)                                                                                    |
|  | |
|  | \| \| Suliformes (chim điên, cốc,...) \| \| \| \| \| \| Pelecaniformes (diệc, bồ nông,...) \| \| \| \| |
|  | |
|  | Suliformes (chim điên, cốc,...)                                                                        |
|  | |
|  | Pelecaniformes (diệc, bồ nông,...)                                                                     |
|  | |

|  | Suliformes (chim điên, cốc,...)    |
|  |                                    |
|  | Pelecaniformes (diệc, bồ nông,...) |
|  |                                    |

|  | Procellariiformes (hải âu và hải yến) |
|  |                                       |
|  | Sphenisciformes (chim cánh cụt)       |
|  |                                       |

|  | Ciconiiformes (hạc)                                                                                    |
|  | |
|  | \| \| Suliformes (chim điên, cốc,...) \| \| \| \| \| \| Pelecaniformes (diệc, bồ nông,...) \| \| \| \| |
|  | |
|  | Suliformes (chim điên, cốc,...)                                                                        |
|  | |
|  | Pelecaniformes (diệc, bồ nông,...)                                                                     |
|  | |

|  | Suliformes (chim điên, cốc,...)    |
|  |                                    |
|  | Pelecaniformes (diệc, bồ nông,...) |
|  |                                    |

|  | Procellariiformes (hải âu và hải yến) |
|  |                                       |
|  | Sphenisciformes (chim cánh cụt)       |
|  |                                       |

|  | Ciconiiformes (hạc)                                                                                    |
|  | |
|  | \| \| Suliformes (chim điên, cốc,...) \| \| \| \| \| \| Pelecaniformes (diệc, bồ nông,...) \| \| \| \| |
|  | |
|  | Suliformes (chim điên, cốc,...)                                                                        |
|  | |
|  | Pelecaniformes (diệc, bồ nông,...)                                                                     |
|  | |

|  | Suliformes (chim điên, cốc,...)    |
|  |                                    |
|  | Pelecaniformes (diệc, bồ nông,...) |
|  |                                    |

|  | Procellariiformes (hải âu và hải yến) |
|  |                                       |
|  | Sphenisciformes (chim cánh cụt)       |
|  |                                       |

|  | Ciconiiformes (hạc)                                                                                    |
|  | |
|  | \| \| Suliformes (chim điên, cốc,...) \| \| \| \| \| \| Pelecaniformes (diệc, bồ nông,...) \| \| \| \| |
|  | |
|  | Suliformes (chim điên, cốc,...)                                                                        |
|  | |
|  | Pelecaniformes (diệc, bồ nông,...)                                                                     |
|  | |

|  | Suliformes (chim điên, cốc,...)    |
|  |                                    |
|  | Pelecaniformes (diệc, bồ nông,...) |
|  |                                    |